# Наволисай
Наувалыса́й, Наувалисай, Наволисай (узб. Novalisoy, Новалисой; Navolisoy, Наволисой) — горная река (сай) в Бостанлыкском районе Ташкентской области. Считается правым притоком реки Пскем, однако в весенне-летний период фактически впадает в Чарвакское водохранилище, построенное на реке Чирчик.

## Этимология названия
Название реки Наволисай переводится как «мелодичный сай». Действительный член Географического общества СССР А. П. Колбинцев пишет, что это название, вероятно, дано за звенящий шелест, который исходит от протекания воды по каменистому руслу, напоминая музыкальный инструмент.

## Общее описание
Длина реки составляет 17 км, площадь бассейна — 99,4 км². Средняя высота водосбора выше посёлка Сиджак равна 1650 м. Питание сая преимущественно снеговое, также дождевое. В «Национальной энциклопедии Узбекистана» сообщается величина среднегодового расхода воды в 2,85 м³/с; в работе В. Е. Чуба указана величина среднегодового расхода воды у посёлка Сиджак — 2,99 м³/с. На период с марта по июнь приходится 65—70 % стока. Наиболее высокий расход воды наблюдался в мае (6,32 м³/с). По данным наблюдений в течение 25 лет (1964—1968, 1971, 1973—2000) сток за июль-сентябрь составляет 36,8 % от стока с марта по май, коэффициент изменчивости стока равен 0,258. Вода Наволисая отличается прозрачностью на протяжении всего года, включая половодье.

## Течение реки
Наволисай берёт начало от родников на юго-западных склонах Угамского хребта, на высоте около 3000 метров. Река течёт в общем юго-западном направлении, однако к устью западный уклон постепенно исчезает, на концевом участке она приобретает уже небольшой уклон к востоку. Русло сая пролегает в живописном ущелье, которое в верховьях образует скалистые откосы. Наволисай проходит у подножия горы Пардашах. В нижнем течении по берегам были построены пионерлагерь и базы отдыха, имеется ферма. Перед устьем пересекается с автодорогой Р-5, для которой возведён единственный проездной мост через Наволисай.
Наувалысай считается правым притоком реки Пскем. Однако в весенне-летний период к устью Наволисая непосредственно подходят воды Чарвакского водохранилища (возведено на реке Чирчик, вбирая Пскем и Чаткал). Нижняя часть его ущелья образует небольшой залив водохранилища. Точка впадения расположена на высоте около 910 м.

## Флора и фауна
Русло Наволисая проходит среди лесов (в верховьях) и обширных ореховых рощ (в низовьях). На скалистых участках берегов произрастает дикий лук. В местности Юкори коклайол («Верхнее зелёное пастбище») близ реки травы стоят незасыхающими на протяжении всего летнего периода.
Для долины Наволисая очень обычны кеклики, в верхней её части встречается косуля.

## Притоки Наволисая
Согласно «Национальной энциклопедии Узбекистана», Наволисай имеет пять небольших притоков. Наиболее крупным притоком является Яхаксай, подходящий справа, со стороны перевалов Яхак и Биркол.

## Археологические памятники
В 1964 году при впадении Наволисая в Пскем, на первой надпойменной террасе, Чарвакский археологический отряд выявил городище, которое получило название Наувалитепе. Наувалитепе — невысокая площадка неправильной формы размерами 100 × 60 м. На её территории были обнаружены руины каменных строений, в северо-западном углу имелись следы башни. С запада и юга постройки окружал защитный вал высотой 1—2 м и протяжённостью 145 м. С севера и востока защитную функцию обеспечивали глубокие ущелья Наволисая и Пскема. В центре Наувалитепе на валуне были высечены контуры горного козла. Изображение животного имело высоту 15 см и длину 12 см, выполнено техникой неглубокого скола. Подъёмный материал обнаружен не был, а раскопок городища не производилось.
Открыта также палеолитическая стоянка Наволисай.